# Groves Point Provincial Park
Groves Point Provincial Park är en park i Kanada.   Den ligger i provinsen Nova Scotia, i den östra delen av landet, 1 200 km öster om huvudstaden Ottawa. Groves Point Provincial Park ligger 12 meter över havet. Den ligger på ön Boularderie Island.
Terrängen runt Groves Point Provincial Park är huvudsakligen platt, men åt sydväst är den kuperad. Havet är nära Groves Point Provincial Park åt sydväst. Närmaste större samhälle är Sydney, 16,3 km sydost om Groves Point Provincial Park. 
I omgivningarna runt Groves Point Provincial Park växer i huvudsak blandskog. Runt Groves Point Provincial Park är det ganska glesbefolkat, med 34 invånare per kvadratkilometer.